# Übersicht der Listen der Naturdenkmale im Landkreis Altenkirchen (Westerwald)
Die Übersicht der Listen der Naturdenkmale im Landkreis Altenkirchen (Westerwald) nennt die Listen und die Anzahl der Naturdenkmale in den Städten und Gemeinden im rheinland-pfälzischen Landkreis Altenkirchen (Westerwald). Die Listen enthalten 64 im Landschaftsinformationssystem der Naturschutzverwaltung Rheinland-Pfalz verzeichnete Naturdenkmale.

## Verbandsgemeinde Altenkirchen-Flammersfeld
In den 68 verbandsangehörigen Gemeinden der Verbandsgemeinde Altenkirchen-Flammersfeld sind insgesamt 22 Naturdenkmale verzeichnet.
| Ort                   | Naturdenkmalliste                                  | Gesamtanzahl Naturdenkmale |
| --------------------- | -------------------------------------------------- | -------------------------- |
| Berod bei Hachenburg  | Liste der Naturdenkmale in Berod bei Hachenburg    | 1                          |
| Birnbach              | Liste der Naturdenkmale in Birnbach                | 2                          |
| Burglahr              | Liste der Naturdenkmale in Burglahr                | 3                          |
| Eichen                | Liste der Naturdenkmale in Eichen (Westerwald)     | 1                          |
| Flammersfeld          | Flammersfeld                                       | 1                          |
| Güllesheim            | Liste der Naturdenkmale in Güllesheim              | 2                          |
| Hasselbach            | Liste der Naturdenkmale in Hasselbach (Westerwald) | 2                          |
| Helmenzen             | Liste der Naturdenkmale in Helmenzen               | 1                          |
| Hilgenroth            | Liste der Naturdenkmale in Hilgenroth              | 2                          |
| Hirz-Maulsbach        | Liste der Naturdenkmale in Hirz-Maulsbach          | 1                          |
| Ingelbach             | Liste der Naturdenkmale in Ingelbach               | 1                          |
| Kraam                 | Liste der Naturdenkmale in Kraam                   | 1                          |
| Mehren                | Liste der Naturdenkmale in Mehren (Westerwald)     | 1                          |
| Peterslahr            | Liste der Naturdenkmale in Peterslahr              | 1                          |
| Rott                  | Liste der Naturdenkmale in Rott (Westerwald)       | 1                          |
| Seelbach (Westerwald) | Liste der Naturdenkmale in Seelbach (Westerwald)   | 1                          |

In Almersbach, Altenkirchen (Westerwald), Bachenberg, Berzhausen, Bürdenbach, Busenhausen, Eichelhardt, Ersfeld, Eulenberg, Fiersbach, Fluterschen, Forstmehren, Gieleroth, Giershausen, Helmeroth, Hemmelzen, Heupelzen, Horhausen (Westerwald), Idelberg, Isert, Kescheid, Kettenhausen, Kircheib, Krunkel, Mammelzen, Michelbach (Westerwald), Neitersen, Niedersteinebach, Obererbach (Westerwald), Oberirsen, Oberlahr, Obersteinebach, Oberwambach, Ölsen, Orfgen, Pleckhausen, Racksen, Reiferscheid, Rettersen, Schöneberg, Schürdt, Seifen, Sörth, Stürzelbach, Volkerzen, Walterschen, Werkhausen, Weyerbusch, Willroth, Wölmersen und Ziegenhain sind keine Naturdenkmale verzeichnet.

## Verbandsgemeinde Betzdorf-Gebhardshain
In den 17 verbandsangehörigen Gemeinden der Verbandsgemeinde Betzdorf-Gebhardshain sind insgesamt 7 Naturdenkmale verzeichnet.
| Ort             | Naturdenkmalliste                          | Gesamtanzahl Naturdenkmale |
| --------------- | ------------------------------------------ | -------------------------- |
| Betzdorf        | Liste der Naturdenkmale in Betzdorf        | 3                          |
| Dickendorf      | Liste der Naturdenkmale in Dickendorf      | 1                          |
| Elkenroth       | Liste der Naturdenkmale in Elkenroth       | 1                          |
| Nauroth         | Liste der Naturdenkmale in Nauroth         | 1                          |
| Steinebach/Sieg | Liste der Naturdenkmale in Steinebach/Sieg | 1                          |

In Alsdorf, Elben, Fensdorf, Gebhardshain, Grünebach, Kausen, Malberg, Molzhain, Rosenheim, Scheuerfeld, Steineroth und Wallmenroth sind keine Naturdenkmale verzeichnet.

## Verbandsgemeinde Daaden-Herdorf
In den 10 verbandsangehörigen Gemeinden der Verbandsgemeinde Daaden-Herdorf sind insgesamt 7 Naturdenkmale verzeichnet.
| Ort          | Naturdenkmalliste                                  | Gesamtanzahl Naturdenkmale |
| ------------ | -------------------------------------------------- | -------------------------- |
| Daaden       | Liste der Naturdenkmale in Daaden                  | 3                          |
| Derschen     | Liste der Naturdenkmale in Derschen                | 1                          |
| Emmerzhausen | Liste der Naturdenkmale in Emmerzhausen            | 1                          |
| Friedewald   | Liste der Naturdenkmale in Friedewald (Westerwald) | 1                          |
| Weitefeld    | Liste der Naturdenkmale in Weitefeld               | 1                          |

In Herdorf, Mauden, Niederdreisbach, Nisterberg und Schutzbach sind keine Naturdenkmale verzeichnet.

## Verbandsgemeinde Hamm (Sieg)
In den 12 verbandsangehörigen Gemeinden der Verbandsgemeinde Hamm (Sieg) sind insgesamt 3 Naturdenkmale verzeichnet.
| Ort            | Naturdenkmalliste                                        | Gesamtanzahl Naturdenkmale |
| -------------- | -------------------------------------------------------- | -------------------------- |
| Bruchertseifen | Liste der Naturdenkmale in Bruchertseifen                | 1                          |
| Hamm (Sieg)    | Liste der Naturdenkmale in Hamm (Sieg)                   | 1                          |
| Roth           | Liste der Naturdenkmale in Roth (Landkreis Altenkirchen) | 1                          |

In Bitzen, Breitscheidt, Etzbach, Forst, Fürthen, Niederirsen, Pracht und Seelbach sind keine Naturdenkmale verzeichnet.

## Verbandsgemeinde Kirchen (Sieg)
In den 6 verbandsangehörigen Gemeinden der Verbandsgemeinde Kirchen (Sieg) sind insgesamt 12 Naturdenkmale verzeichnet.
| Ort             | Naturdenkmalliste                          | Gesamtanzahl Naturdenkmale |
| --------------- | ------------------------------------------ | -------------------------- |
| Friesenhagen    | Liste der Naturdenkmale in Friesenhagen    | 3                          |
| Kirchen (Sieg)  | Liste der Naturdenkmale in Kirchen (Sieg)  | 2                          |
| Mudersbach      | Liste der Naturdenkmale in Mudersbach      | 3                          |
| Niederfischbach | Liste der Naturdenkmale in Niederfischbach | 4                          |

In Brachbach und Harbach sind keine Naturdenkmale verzeichnet.

## Verbandsgemeinde Wissen
In den 6 verbandsangehörigen Gemeinden der Verbandsgemeinde Wissen sind insgesamt 13 Naturdenkmale verzeichnet.
| Ort                | Naturdenkmalliste                             | Gesamtanzahl Naturdenkmale |
| ------------------ | --------------------------------------------- | -------------------------- |
| Birken-Honigsessen | Liste der Naturdenkmale in Birken-Honigsessen | 6                          |
| Katzwinkel (Sieg)  | Liste der Naturdenkmale in Katzwinkel (Sieg)  | 3                          |
| Mittelhof          | Liste der Naturdenkmale in Mittelhof          | 1                          |
| Wissen             | Liste der Naturdenkmale in Wissen             | 3                          |

In Hövels und Selbach (Sieg) sind keine Naturdenkmale verzeichnet.